# Altendettelsau
Altendettelsau is een plaats in de Duitse gemeente Petersaurach, deelstaat Beieren.